# Unterseeboot 627
L'Unterseeboot 627 ou U-627 est un sous-marin allemand (U-Boot) de type VIIC utilisé par la Kriegsmarine pendant la Seconde Guerre mondiale.
Le sous-marin est commandé le 15 août 1940 à Hambourg (Blohm & Voss), sa quille est posée le 8 août 1941, il est lancé le 29 avril 1942 et mis en service le 18 juin 1942, sous le commandement du Kapitänleutnant Robert Kindelbacher.
L'U-627 n'endommage ni ne coule aucun navire au cours de l'unique patrouille (de treize jours en mer) qu'il effectue.
Il coule d'une attaque de l'aviation britannique, en octobre 1942.

## Conception
Unterseeboot type VII, l'U-627 avait un déplacement de 769 tonnes en surface et 871 tonnes en plongée. Il avait une longueur totale de 67,10 m, un maître-bau de 6,20 m, une hauteur de 9,60 m et un tirant d'eau de 4,74 m. Le sous-marin était propulsé par deux hélices de 1,23 m, deux moteurs diesel Germaniawerft M6V 40/46 de 6 cylindres en ligne de 1 400 cv à 470 tr/min, produisant un total de 2 060 à 2 350 kW en surface et de deux moteurs électriques BBC GG UB 720/8 de 375 cv à 295 tr/min, produisant un total 550 kW, en plongée. Le sous-marin avait une vitesse en surface de 17,7 nœuds (32,8 km/h) et une vitesse de 7,6 nœuds (14,1 km/h) en plongée. Immergé, il avait un rayon d'action de 80 milles marins (150 km) à 4 nœuds (7,4 km/h; 4,6 milles par heure) et pouvait atteindre une profondeur de 230 m. En surface son rayon d'action était de 8 500 milles nautiques (soit 15 700 km) à 10 nœuds (19 km/h). 
L'U-627 était équipé de cinq tubes lance-torpilles de 53,3 cm (quatre montés à l'avant et un à l'arrière) qui contenait quatorze torpilles. Il était équipé d'un canon de 8,8 cm SK C/35 (220 coups) et d'un canon antiaérien de 20 mm Flak. Il pouvait transporter 26 mines TMA ou 39 mines TMB. Son équipage comprenait 4 officiers et 40 à 56 sous-mariniers.

## Historique
Il effectue son temps d'entraînement et de formation dans la 5. Unterseebootsflottille jusqu'au 1er octobre 1942, puis passe en unité de combat dans la 6. Unterseebootsflottille.
L'U-627 quitte Kiel le 15 octobre 1942 pour opérer dans l'Atlantique Nord.
Au terme d'une brève croisière de treize jours de mer, l'U-627 est coulé le 27 octobre 1942 au sud de l'Islande, à la position 59° 14′ N, 22° 49′ O, par des charges de profondeur d'un bombardier B-17 Flying Fortress britannique du No. 206 Squadron RAF (en).
Les quarante-quatre membres d'équipage meurent dans cette attaque.

## Affectations
- 5. Unterseebootsflottille du 18 juin 1942 au 1er octobre 1942 (Période de formation).
- 6. Unterseebootsflottille du 1er octobre 1942 au 27 octobre 1942 (Unité combattante).

## Commandement
- Kapitänleutnant Robert Kindelbacher du 18 juin 1942 au 27 octobre 1942.

## Patrouille(s)
|       | Commandant                 | Départ          | Départ | Arrivée         | Arrivée | Jours    | Succès |
| ----- | -------------------------- | --------------- | ------ | --------------- | ------- | -------- | ------ |
| 1     | Kptlt. Robert Kindelbacher | 15 octobre 1942 | Kiel   | 27 octobre 1942 | Coulé   | 13 jours |        |
| Total | Total                      | Total           | Total  | Total           | Total   | 13 jours | 0 t    |

Note : Kptlt. = Kapitänleutnant